# Isidre Grañé i Castanera
Isidre Grañé i Castanera (Barcelona, 1898-1939), fill d'Isidre Grañé Artigas i Maria Castanera, fou un sindicalista i militant d'ERC. Membre d'una familia benestant del barri de Sants de Barcelona, el seu oncle Josep Grañé Artigas fou alcade de Sants quan aquest era un poble independent de Barcelona.
Isidre fou treballador del tèxtil. Durant els anys anteriors a la República treballava en un taller a Barcelona i entrà en contacte amb els anarcosindicalistes de la branca d'en Salvador Seguí i Rubinat i Ángel Pestaña Núñez.
Durant la República es posà a treballar a la fàbrica de la Colònia Güell. L'agost de 1931 es redactà el Manifest dels Trenta, en clar enfrontament amb la FAI; això suposà l'expulsió dels signants i la creació dels Sindicats d'Oposició, al qual els treballadors de la colònia Güell s'hi adheriren. En aquells moments, Isidre Grañé era el líder sindical de la colònia.
El 1934, l'empresa travessà una crisi econòmica i es creà una "Comissió Administrativa" formada per sindicalistes i tècnics, de la qual l'Isidre Grañé en formà part. Fou President del Comitè d'empresa de la fàbrica de la Colònia Güell, durant la guerra civil.
En el consell de guerra sumaríssim va ser trobat culpable i afusellat pels franquistes la matinada del 9 de novembre de 1939 al Camp de la Bota (Barcelona).
L'ajuntament de Santa Coloma de Cervelló li ha dedicat el parc que es troba a l'entrada de la Colònia Güell.